# Caspar U.1
Le Caspar U.1 (parfois également désigné comme Caspar-Heinkel U.1) était un hydravion de reconnaissance allemand des années 1920, conçu par Ernst Heinrich Heinkel et construit par Caspar-Werke. Il a été conçu pour pouvoir être démonté, stocké dans un conteneur cylindrique et lancé depuis un sous-marin.

## Conception
Le U.1 a été conçu pour répondre à l'exigence de tenir dans un conteneur cylindrique de 7,40 mètres de long et de 1,70 m de diamètre, ce qui permettait à l'avion d'être transporté par un sous-marin. Pour réduire le temps de lancement de l'avion, il a été construit comme un biplan en porte-à-faux afin de supprimer la nécessité de monter des jambes de force et des câbles à l'assemblage. avait deux flotteurs à une seule étape et était propulsé par un moteur Siemens à pistons radiaux de 55 chevaux (41 kW) monté à l'avant. Le pilote disposait d'un cockpit ouvert derrière l'aile supérieure, ce qui lui permettait de voir clairement vers l'avant[1]. On prétend que pendant les essais, quatre hommes ont pu retirer le U.1 Deux avions ont été achetés par la marine américaine pour être évalués; ils ont été livrés à la base aéronavale d'Anacostia fin 1922, et ont été testés en 1923; l'un des avions a été endommagé au point d'être irréparable alors qu'il était monté sur un camion pour un défilé.

## Opérateurs
États-Unis
- United States Navy

 Japon
- Marine impériale japonaise

### Aéronefs comparables
- Hansa-Brandenburg W.20
- LFG V-19
- Cox-Klemin XS
- Marcel Besson MB-35
- Marcel Besson MB-411